# Paradrina abruzzensis
Paradrina abruzzensis là một loài bướm đêm trong họ Noctuidae.